# Ruen (Berg)
Ruen (bulgarisch Руен) ist mit 2251 m der höchste Berg im Osogowogebirge an der Grenze zwischen Bulgarien und Nordmazedonien.